# Triakis
Triakis је род ајкула гонича у породици Triakidae. Име долази од грчке речи τρι, „три”, и латински речи acis значења „оштра” или „истакнута”, што описује трокраке зубе ових ајкула.

## Врсте
- T. acutipinna Kato, 1968
- T. maculata Kner & Steindachner, 1867
- T. megalopterus A. Smith, 1839
- T. scyllium J. P. Müller & Henle, 1839
- T. semifasciata Girard, 1855 (леопард ајкула)